# 耶路撒冷法令
耶路撒冷法令是于13世纪用古法语撰写的中世纪法律论文的集合，其中包含十字军耶路撒冷王国和塞浦路斯王国的法律，是现存最大的中世纪法律集合。